# Detrivoor

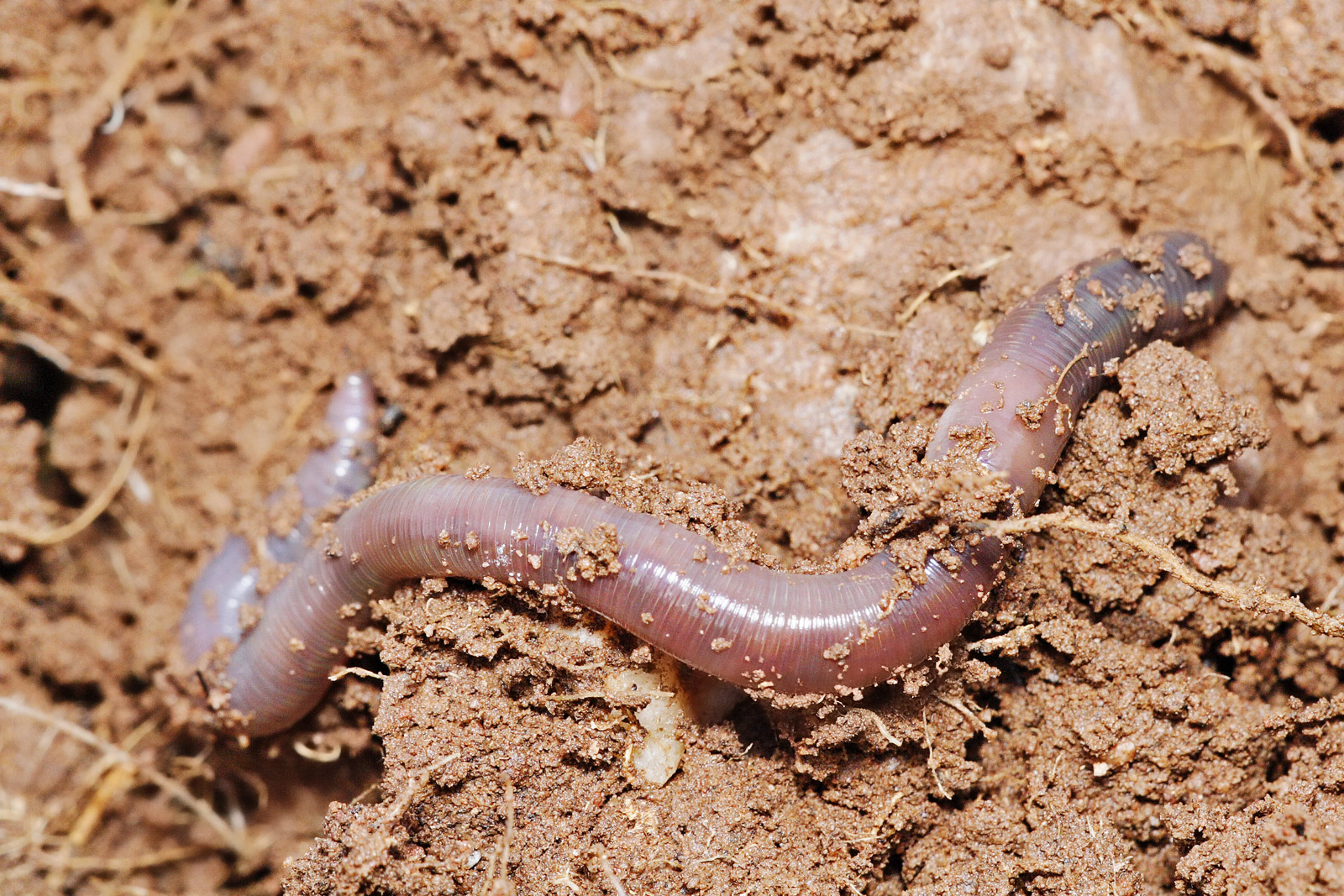
Regenwormen zijn detrivoor

Een detrivoor, saprofaag of detritus-eter, ook wel afvaleter, is een organisme dat leeft van vast dood organisch materiaal of detritus. Deze afvaleters doen het voorwerk voor de reducenten, micro-organismen die organisch afval verder afbreken (mineralisatie) tot anorganische stoffen. 
Detrivoren zijn bijvoorbeeld mieren, mestkevers, regenwormen en schimmels. Reducenten zoals bacteriën en lagere schimmels zijn beter aangepast aan het afbreken van in water zwevend of opgelost organisch materiaal. 
Op dood (en soms op levend) hout levende schimmels (bijvoorbeeld de berkenzwam) worden 'boomzwammen' genoemd. Boomzwammen zijn, als alle schimmels, plantenetende detrivoren (of parasieten).